# 쇼니사우루스
쇼니사우루스(Shonisaurus→쇼쇼니산맥의 도마뱀)는 어룡목에 딸린 한 속이다. 네바다주의 루닝 지층에서 37개 이상의 불완전한 표본들이 발견되었다. 몸길이는 최대 13.5~15m에 몸무게는 최대 21.6~29.7톤으로 거대한 어룡이었다. 지층의 형성 연대는 약 2억 1500만 년 전인 트라이아스기 말기, 카르니아절이다.